# Óscar Figuera
Óscar Ramón Figuera González (Tucupita, 6 ottobre 1954) è un politico e sindacalista venezuelano.
Esponente del Partito Comunista del Venezuela, di cui è segretario generale dal 1996, in occasione delle elezioni parlamentari del 2005 è eletto all'Assemblea nazionale, ove viene confermato alle tornate successive.